# Die Bettelprinzess
Die Bettelprinzess ist eine deutsche Fernseh-Verfilmung des Romans Die Bettelprinzeß von Hedwig Courths-Mahler.

## Handlung
Lieselotte Hochberg lebte als Kind mit ihrer verwitweten Mutter in der Pension der Frau Schulze in Bodenhausen. Als sie einmal auf der Straße hinfiel und die Kutsche des Barons von Bodenhausen heranraste, konnte ihre Mutter sie im letzten Moment retten, wurde aber dann selbst von den Pferden niedergetrampelt und starb bald darauf. Der Baron nimmt Lieselotte im Schloss auf und sorgt für ihre Erziehung. Mit Junker Hans, dem Sohn des Barons, versteht sie sich immer gut. Dessen Schwester Lori jedoch verhält sich arrogant und schikaniert Lieselotte, wo sie nur kann. Der Baron hat das Erbe von Lieselottes Mutter für sie verwahrt und in Wertpapieren angelegt hat, die inzwischen 15.000 Mark wert sind. Wenn sie 18 ist, soll sie das Geld bekommen, zusammen mit einem Umschlag mit einigen Papieren ihrer Mutter. Zunächst aber werden Lori und Lieselotte für zwei Jahre in ein Mädchenpensionat geschickt. Da es um die Finanzen des Barons schlecht bestellt ist, wird Lieselotte sich nach der Zeit im Pensionat eine Stelle suchen müssen.
Im Pensionat fällt es Lieselotte schwer, Freundschaften zu schließen, da Lori sie überall verleumdet und die anderen Mädchen gegen sie aufbringt. Als sie zwei Jahre später, zur jungen hübschen Dame herangereift, aus dem Pensionat zurückkehrt, trifft sie auch Junker Hans wieder, der das Haus inzwischen zum Studium verlassen hatte. Der Baron und die Baronin geben nun Stellenanzeigen für Lieselotte auf und wollen sie so schnell wie möglich aus dem Haus haben, damit Hans sich nicht in sie verliebt – schließlich soll er durch eine Heirat mit einer reichen Erbin die Finanzen der Familie sichern. Doch Hans hat schlechte Nachrichten: Beim Versuch, die Familienkasse am Spieltisch aufzubessern, hat er 10.000 Mark Schulden angehäuft und auf deren Rückzahlung sein Ehrenwort gegeben. Da der Vater nirgendwo mehr Kredit bekommt und ihm nicht helfen kann, befürchtet Hans, sich nun die Kugel geben zu müssen. Lieselotte hat das Gespräch zwischen Vater und Sohn aus dem Nebenzimmer mitgehört und fleht die beiden nun an, Hans 10.000 Mark aus dem Erbe ihrer Mutter leihen zu dürfen, um dessen Leben und Ehre zu retten. Die beiden überwinden ihren Stolz und nehmen das Angebot an.
Die alte verwitwete Gräfin von Hochberg-Lindeck kommt nach Bodenhausen. Sie hat die Stellenanzeige gelesen und möchte Lieselotte kennenlernen, weil sie nach einer Gesellschafterin sucht. Die beiden verstehen sich auf Anhieb, und so zieht Lieselotte zu ihr ins gräfliche Schloss. Sie erfährt, dass der Sohn der Gräfin einst wegen einer unerlaubten Heirat mit einer Bürgerlichen vom Vater verstoßen wurde. Später wurde er von Wilderern ermordet, sodass es nicht mehr zu einer Versöhnung zwischen Vater und Sohn kam.
Lieselotte erhält einen Brief von Hans, in dem er ihr endlich seine Liebe gesteht. Er weiß jedoch, dass er sie nie wird heiraten können. Weiter schreibt er, dass die finanzielle Notlage der Familie nun zur Zwangsversteigerung von Schloss Bodenhausen geführt hat und er selbst ins Ausland gehen wird.
Bald darauf erhält Lieselotte an ihrem 18. Geburtstag den Umschlag mit den Papieren ihrer Mutter. Daraus erfährt sie, was sich für den Zuschauer schon längst angedeutet hat: Der ermordete Sohn der Gräfin war Lieselottes Vater. Ihre Mutter, die vom Schwiegervater nie anerkannt wurde, führte den ihr zustehenden Adelstitel nie und nannte sich nur Hochberg, nicht Gräfin von Hochberg. Damit ist Lieselotte die Alleinerbin der schwerreichen alten Gräfin. Diese hatte schon beim ersten Anblick von Lieselotte alles geahnt, wollte aber zuerst deren Zuneigung und Vertrauen gewinnen, bevor sie ihr alles enthüllte. Lieselotte vertraut nun ihrer Großmutter ihre Liebe zu Hans und das Schicksal der Familie von Bodenhausen an. Diese verspricht, ihr zu helfen. 
Am Tag der Versteigerung von Schloss Bodenhausen bevölkern viele Interessenten und Neugiereige das Schloss. Der Baron, die Baronin, Hans und Lori fühlen sich schon wie Fremde im eigenen Haus. Ein Notar teilt der Familie mit, dass er im Auftrag seines Klienten das Schloss erworben habe. Dieser Klient wünscht, dass die Familie im Schloss wohnen bleibt und bietet dem Baron eine Stelle als Verwalter an. Der Baron nimmt dankend an und Lori muss sich damit abfinden, in das kleine Zimmer umzuziehen, das früher Lieselotte bewohnt hat, und im Haushalt mitzuarbeiten. Wochen später wird der bis dahin anonyme neue Hausbesitzer zu einem ersten Besuch erwartet. Die Familie nimmt vor dem Schloss zur Begrüßung Aufstellung, und der Kutsche entsteigen zu aller Überraschung die alte Gräfin und Lieselotte – jetzt Gräfin Lieselotte von Hochberg-Lindeck – als neue Herrin des Schlosses. Sie schließt Hans in die Arme, der sofort bei der alten Gräfin um Lieselottes Hand anhält. Sie gibt dem jungen Paar ihren Segen, und alle sind versöhnt.

## Produktion
Die Innenaufnahmen wurden teilweise im Schloss Königseggwald, teilweise im Residenzschloss Ludwigsburg gedreht. Der vom Süddeutschen Rundfunk produzierte Film wurde am 24. November 1974 zum ersten Mal ausgestrahlt. 2012 erschien er bei Pidax Film auf DVD.

## Rezeption
„Die Komik ist teils gewollt, teils ungewollt“

„Die Adaptionen halten sich eng an die Vorlage und sind deshalb für die einen schrecklich kitschige Schnulzen, für die anderen herrlich romantische Märchen mit Happy-End-Garantie.“